# Сен-Вансеслас
Сен-Вансеслас (фр. Saint-Wenceslas) — муниципалитет в Центральном Квебеке, провинция Квебек, Канада. Он расположен на излучине реки Беканкур, через муниципалитет проходит дорога № 161 и северная ветка шоссе №55.
Церковь в Сен-Вансесласе была разработана Жаном-Батистом Луи Буржуа.
Муниципалитет получил своё название в честь Святого Вацлава

## Демография

### Население
Динамика численности населения:
| Год      | Население | %      |
| -------- | --------- | ------ |
| 2011 год | 1 064     | ▼ 3,4% |
| 2006 год | 1 101     | ▼ 2,7% |
| 2001 год | 1 132     | ▼ 3,2% |
| 1996 год | 1 170     | ▼ 1,7% |
| 1991 год | 1 190     | н/д    |